# مرک
مِرک (به آلمانی: Merck KGaA) یک شرکت صنایع شیمیایی، داروسازی و صنایع الکترونیک چندملیتی آلمانی است. دفتر اصلی این شرکت در شهر دارمشتات قرار دارد و تحت نام EMD Chemicals در آمریکای شمالی نیز فعالیت می‌کند. مرک در سال ۲۰۱۵ شرکت سیگما-آلدریچ را به صورت کامل خریداری کرد.
شرکت مرک توسط فردریش یاکوب مرک در سال ۱۶۶۸ پایه‌گذاری شد و سپس توسط یکی از نوادگان او، امانوئل مرک، در سال ۱۸۱۶ قوت گرفت. مرک قدیمی‌ترین شرکت شیمیایی و دارویی در جهان است. شرکت مرک با فروش سالیانه حدود ۳۵٫۴ میلیارد دلار چهارمین شرکت بزرگ دارویی جهان می‌باشد.
مرک در اروپا، آفریقا، آسیا، اقیانوسیه و آمریکا فعالیت می‌کند. مراکز بزرگ تحقیق و توسعه مرک در دارمشتات، بوستون، توکیو و پکن قرار دارند. مرک از پیشگامان تولید تجاری مرفین در قرن نوزدهم و برای یک زمان انحصار مجازی در کوکائین را در اختیار داشت.
در بخش مواد شیمیایی مرک، کار بر روی رنگدانه‌های اثر در سال ۱۹۵۷ آغاز شد. مثال برای این رنگدانه‌ها رنگدانه‌های اثر آلومینا تحت نام تجاری Xirallic به فروش می‌رساند. ده سال بعد این شرکت درگیر تشکیل بلورهای مایع شد و امروز نقش اصلی این بازار را به خود اختصاص داده‌است. کریستال‌های مایع در حال حاضر بخش عمده‌ای از سود مرک را تشکیل می‌دهند. در حال حاضر آن‌ها رهبری جهان در تولید بلورهای مایع برای تلویزیون تخت و مانیتور را در اختیار دارند و در زمینه شیمی تحلیلی، مرک نقش مهمی در توسعه روش‌ها و مواد کروماتوگرافی ایفا می‌کند.